# Kabinett Ehard IV
Das Kabinett Ehard IV bildete vom 26. Januar 1960 bis zum 11. Dezember 1962 die Staatsregierung des Freistaates Bayern. Nachdem Hanns Seidel am 22. Januar 1960 aus gesundheitlichen Gründen als Bayerischer Ministerpräsident zurücktrat, übernahm Hans Ehard die Führung der Staatsregierung bis zum Ende der Legislaturperiode. Es war das vierte Kabinett unter Hans Ehard, der bereits von 1946 bis 1954 Ministerpräsident war. Dem Kabinett Ehard IV folgte die erste Staatsregierung unter Alfons Goppel.
Alle Staatsminister blieben gegenüber dem vorigen Kabinett unverändert, ebenso alle Staatssekretäre (außer dem neu hinzugekommenen Staatskanzleichef Franz Heubl). Dies ist in der bundesdeutschen Nachkriegsgeschichte einmalig.
| Amt                                    | Name             | Partei | Staatssekretäre                        |
| -------------------------------------- | ---------------- | ------ | -------------------------------------- |
| Ministerpräsident                      | Hans Ehard       | CSU    | Franz Heubl (Leiter der Staatskanzlei) |
| Stellvertreter des Ministerpräsidenten | Rudolf Eberhard  | CSU    | –                                      |
| Finanzen                               | Rudolf Eberhard  | CSU    | Franz Lippert                          |
| Inneres                                | Alfons Goppel    | CSU    | Heinrich Junker                        |
| Justiz                                 | Albrecht Haas    | FDP    | Josef Hartinger                        |
| Wirtschaft und Verkehr                 | Otto Schedl      | CSU    | Willi Guthsmuths                       |
| Landwirtschaft und Forsten             | Alois Hundhammer | CSU    | Erich Simmel                           |
| Unterricht und Kultus                  | Theodor Maunz    | CSU    | Fritz Staudinger                       |
| Arbeit und Soziale Fürsorge            | Walter Stain     | GB/BHE | Paul Strenkert                         |